# La Val de l'Atgièr
La Val Atgièr (en francès Laval-Atger) és un municipi francès situat al departament del Losera i a la regió d'Occitània.